# Nisreen Alwan
Nisreen Ala-Din A. S. Alwan és una investigadora i professora associada de salut pública a la Universitat de Southampton. També és consultora honoraria en salut pública a l'Hospital Unviersitari de Southampton NHS Foundation Trust. Té un especial interès en l'àmbit de la salut materna i infantil. Intenta abordar qüestions d'investigació sobre com optimitzar la salut i el benestar de les dones abans i durant l'embaràs, per tal de millorar la salut a llarg termini per a elles i els seus fills. Durant la pandèmia per coronavirus de 2019-2020 va utilitzar les xarxes socials per comunicar missatges de salut pública i per demanar la transparència de les dades de la pandèmia. El 2020, Alwan va ser seleccionada com una de les 100 millors dones de la BBC.

## Estudis
Alwan va estudiar medicina a la Universitat de Bagdad. Després va fer un posgrau en salut pública a la Universitat de Nottingham. Es va unir al Programa de Formació d'Especialistes en Salut Pública de Yorkshire i Humber, durant el qual va obtenir una beca de formació Wellcome Trust Research Training per estudiar a la Universitat de Leeds, on va obtenir un màster en epidemiologia estadística i un doctorat en epidemiologia nutricional. És membre de la Facultat de Salut Pública del Regne Unit (FFPH).

## Recerca
Va investigar l'impacte de la pèrdua de pes entre els embarassos sobre la salut materna. Després d'analitzar els registres mèdics de 15.000 dones, va demostrar que perdre pes significatiu entre els embarassos podria ser un factor de risc per al part prematur. També ha estudiat la obesitat infantil o la salut física i mental en dones i nens.
Als primers dies de la pandèmia COVID-19, Alwan es va infectar amb la malaltia. Aquesta experiència la va inspirar en convertir-se en una campanya de salut més orientada al públic. En particular, va fer ús de Twitter per comunicar missatges de salut pública i fer una crida perquè es pugliquessin amb transparència les dades de la pandèmia. Els seus esforços van provocar que la comunitat mèdica més àmplia prestés més atenció al COVID llarg i a la seva presentació clínica. Va formar part d'un grup de metges que va escriure una carta al govern demanant impulsar la investigació i la vigilància del COVID llarg. També ha treballat en la quantificació de la morbiditat del COVID19. Va escriure diversos articles d'opinió per a The Huffington Post, The Lancet i The BMJ.

## Publicacions seleccionades
- Nykjaer, Camilla; Alwan, Nisreen A.; Greenwood, Darren C.; Simpson, Nigel A. B.; Hay, Alastair W. M.; White, Kay L. M.; Cade, Janet E. «Maternal alcohol intake prior to and during pregnancy and risk of adverse birth outcomes: evidence from a British cohort» (en anglès). J Epidemiol Community Health, 68, 6, 01-06-2014, pàg. 542–549. DOI: 10.1136/jech-2013-202934. ISSN: 0143-005X. PMID: 24616351.
- Alwan, N. A.; Greenwood, D. C.; Simpson, N. A. B.; McArdle, H. J.; Godfrey, K. M.; Cade, J. E. «Dietary iron intake during early pregnancy and birth outcomes in a cohort of British women». Human Reproduction, 26, 4, 07-02-2011, pàg. 911–919. DOI: 10.1093/humrep/der005. ISSN: 0268-1161.
- Alwan, Nisreen; Tuffnell, Derek J; West, Jane «Treatments for gestational diabetes». Cochrane Database of Systematic Reviews, 08-07-2009. DOI: 10.1002/14651858.cd003395.pub2. ISSN: 1465-1858. PMC: 7154381. PMID: 19588341.